# Helictotrichon turcomanicum
Helictotrichon turcomanicum är en gräsart som beskrevs av Czopanov. Helictotrichon turcomanicum ingår i släktet Helictotrichon och familjen gräs. Inga underarter finns listade i Catalogue of Life.